# Reaktor Agata
Reaktor „Agata” – polski reaktor jądrowy o konstrukcji basenowej, chłodzony wodą, moderowany wodą i berylem, z reflektorem grafitowym. Został uruchomiony 7 maja 1973 roku w hali reaktora Anna w Instytucie Badań Jądrowych w Świerku. Miał niewielką moc cieplną 10 W (watów), wobec czego nazywany był reaktorem mocy zerowej lub zestawem krytycznym, gdyż nie potrzebował czynnego odprowadzania ciepła. Reaktor Agata był pilotem nowo budowanego reaktora Maria, miał podobną do niego budowę i służył początkowo do testowania paliwa Marii. W późniejszym okresie służył jako reaktor szkolno-treningowy dla przyszłych operatorów reaktora Maria. W reaktorze Agata testowano również makiety pętli wodnych przed ich zastosowaniem w reaktorze Maria. Reaktor Agata został wyłączony z eksploatacji w latach 80. XX w. Usunięto pozostałości paliwa i przeprowadzono dekontaminację, jednak nie zdemontowano korpusu reaktora.
Komputerowy symulator reaktora Agata służy do celów szkolno-treningowych w Narodowym Centrum Badań Jądrowych w Otwocku-Świerku pod Warszawą.